# Ravenelia arizonica
Ravenelia arizonica är en svampart som beskrevs av Ellis & Everh. 1895. Ravenelia arizonica ingår i släktet Ravenelia och familjen Raveneliaceae.   Inga underarter finns listade i Catalogue of Life.